# Nate Brooks
Pour les articles homonymes, voir Brooks.
Nate Brooks est un boxeur américain né le 4 août 1933 à Cleveland, Ohio et mort le 14 avril 2020.

## Carrière
Il devient champion olympique aux Jeux d'Helsinki en 1952 après sa victoire en finale contre l'Allemand de l'Ouest Edgar Basel. Brooks passe professionnel en 1953 et remporte le titre de champion d'Amérique du Nord des poids coqs face à Billy Peacock le 8 février 1954. Il met un terme à sa carrière en 1958 après 8 défaites consécutives.

## Parcours auxJeux olympiques
Jeux olympiques d'été de 1952 à Helsinki (poids mouches) :
- Bat Risto Luukkonen (Finlande) 3-0
- Bat Alfred Zima (Autriche) 3-0
- Bat Mircea Dobrescu (Roumanie) 2-1
- Bat Willie Toweel (Afrique du Sud) 3-0
- Bat Edgar Basel (RFA) 3-0